# Sant'Andrea (Marciana)
Sant'Andrea is een plaats (frazione) in de Italiaanse gemeente Marciana. Het is een badstad op het eiland Elba.
De plaats werd al bewoond door Etrusken en Romeinen. Bernardus Marango vermeldde dat er in 1163 een treffen was tussen galeischepen van de republieken Pisa en Genua. Marango gebruikte voor het eerst de naam Sant'Andrea in zijn Annales Pisani; hij noemde de plek in het Latijn Sanctus Andreas de Ilba (Sint-Andreas op Elba).